# Быков, Николай Владимирович
Никола́й Влади́мирович Бы́ков (18 [31] декабря 1909, Луганск, Екатеринославская губерния — 18 апреля 1945, Вроцлав, Нижняя Силезия) — советский оператор документального кино и научно-популярного кино, фронтовой кинооператор Великой Отечественной войны. Лауреат Сталинской премии второй степени (1946 — посмертно).

## Биография
Родился 19 (1) января 1909 год в Луганске в семье рабочего. В период 1924—1927 годов работал электротехником и проявщиком на Ялтинской кинофабрике Всеукраинского фотокиноуправления (ВУФКУ). С 1928 года — помощником оператора на Киевской кинофабрике ВУКФУ, с марта 1929 года — оператором. Учился на рабфаке при Киевском институте кинематографии, который окончил в 1932 году. Принимал участие в киногруппе А. П. Довженко на съёмках фильма «Освобождение» о присоединении Западной Украины к УССР.
В 1941 году перешёл на вновь созданную киностудию технических фильмов «Киевучтехфиль».
В годы Великой Отечественной войны был оператором фронтовых киногрупп, снимал в авиасоединениях, в партизанских отрядах в тылу врага. Член ВКП(б) с 1943 года. В январе 1945 снимал освобождение Ченстоховы, затем лагерь смерти «Освенцим» в паре с К. Кутуб-заде.
В феврале 1945 года вместе с оператором В. Сущинским снимал бои за Бреслау. Разорвавшийся вблизи снаряд смертельно ранил коллегу, Быков снял как бойцы вынесли его с поля боя, а потом сцену похорон в Ченстохове. Эти кадры вошли в кинофильм «Фронтовой кинооператор» (1946).
Погиб при взятии Бреслау (ныне Вроцлав) 18 апреля 1945 года. Был похоронен там же на кладбище Кшики. Перезахоронен на кладбище советских офицеров на ул. Карконоской.
Советский кинооператор С. Школьников, вспоминал о гибели Быкова, со слов фронтового оператора М. Арабова следующее:

Шли бои за окраинные кварталы города Бреслау. Туманным утром оператор Владимир Сущинский, работавший в паре с Быковым, поднялся на железнодорожную насыпь, чтобы снять оттуда панораму боя. Рядом разорвался вражеский снаряд, и Владимир был смертельно ранен осколком. Николай Быков находился неподалёку. Он кинулся на насыпь и вынес друга из зоны артиллерийского огня. Сущинский умер в медсанбате. А через несколько дней Николай был убит во время съёмок. С поля боя тело Николая выносил его новый напарник Маматкул Арабов. Владимир Сущинский и Николай Быков пали смертью героя в боях за Бреслау. Оба они были похоронены с воинскими почестями на польской земле— «В объективе — война»

### Семья
Жена — Геда Быкова, работала на Киевской студии «Кинохроники»;
Сын — Эрнест Быков (1936—2004), советский и украинский инженер-конструктор.

## Фильмография
- 1928 — Два соперника (совместно с Л. Косматовым и Н. Франциссоном)
- 1931 — Небывалый поход
- 1931 — Памятка доменного рабочего
- 1931 — Паразитология
- 1932 — Легкая врубовая машина «ДЛ»
- 1932 — Механическая доставка угля
- 1932 — Ручное электросверло
- 1932 — Уголь
- 1933 — Обогащение угля
- 1937 — Борьба с аварийностью в ВВС
- 1938 — Подводная электросварка (также режиссёр; звуковой и немой варианты)
- 1939 — Как лётчик управляет самолётом (также режиссёр)
- 1939 — Теория полёта
- 1940 — Освобождение (совместно с Ю. Екельчиком, Г. Александровым, Ю. Тамарским)
- 1941 — Десантирование воздушных войск
- 1941 — Парашют (также режиссёр и автор сценария)
- 1942 — Таранный удар
- 1943 — Битва за нашу Советскую Украину (в соавторстве)
- 1943 — Крылья народа (не был выпущен; в соавторстве)
- 1943 — Народные мстители (в соавторстве)
- 1944 — Битва за Украину (в соавторстве)
- 1944 — На могиле Т. Шевченко
- 1945 — Александр Покрышкин (в соавторстве)
- 1945 — Берлин (в соавторстве)
- 1945 — В Верхней Силезии (фронтовой спецвыпуск № 2) (в соавторстве)
- 1945 — Освенцим (совместно с М. Ошурковым, К. Кутуб-Заде, А. Павловым, А. Воронцовым)
- 1946 — Фронтовой кинооператор (совместно с В. Сущинским, Б. Пумпянским)

Снятые им материалы вошли в «Кинолетопись Великой Отечественной войны».

## Награды и премии
- орден Красного Знамени (14 апреля 1944)[9];
- медаль «Партизану Отечественной войны» II степени[10];
- орден Красной Звезды (4 декабря 1944)[9];
- Сталинская премия второй степени (1946 — посмертно) — за съёмки фильма «Народные мстители» (1943)[10].